# Keynsham
Keynsham este un oraș în comitatul Somerset, regiunea South West, Anglia. Orașul se află în districtul unitar Bath and North East Somerset.